# Daniela Mercury
Daniela Mercuri de Almeida (Salvador de Bahía, 28 de juliol de 1965), coneguda com a Daniela Mercury, és una important cantant, compositora, ballarina i productora musical d'axé, samba i MPB. El seu èxit va començar en la dècada del 90, i la va convertir en una de les cantants brasileres més populars de tots els temps, i va vendre vint milions d'àlbums a tot el món. Entre els seus majors èxits es troben O Canto da Cidade, Rapunzel, Música de Rua, Ilé Pérola Negra, Trio Metal, Oyá Por Nois i Maimbé Dandâ.

## Vida personal
Filla de Liliana Mercuri de Almeida, una asdistent social d'ascendència italiana, i Antonio Fernando de Abreu Ferreira de Almeida, un mecànic industrial portuguès, Mercury va créixer al barri de Brotas amb els seus quatre germans: Tom, Cristiana, Vania (que també és cantant de MPB) i Marcos.
Als vuit anys va començar a estudiar danses (ballet clàssic, danses afro i jazz). Als tretze, influenciada per Elis Regina, va decidir tornar-se també cantant. Als divuit anys va entrar a l'escola de dansa de la Universitat Federal de Bahía.
El 1984, amb dinou anys, es va casar amb l'enginyer electrònic Zalther Portela Laborda Póvoas. Un any després, el 3 de setembre de 1985, va donar a llum a Gabriel, el seu primer fill. A l'any següent va néixer Giovanna. El 1996, Mercury i Póvoas es van separar.
A l'abril de 2013 va reconèixer en el seu compte de la xarxa social Instagram que té una relació lèsbica amb la periodista Malu Verçosa. "Malu ara és la meva esposa, la meva família i la meva inspiració per a cantar", va assegurar la cantant i ambaixadora de l'UNICEF en el comentari, acompanyat d'una sèrie de fotografies en què ambdues apareixen juntes.

## Carrera

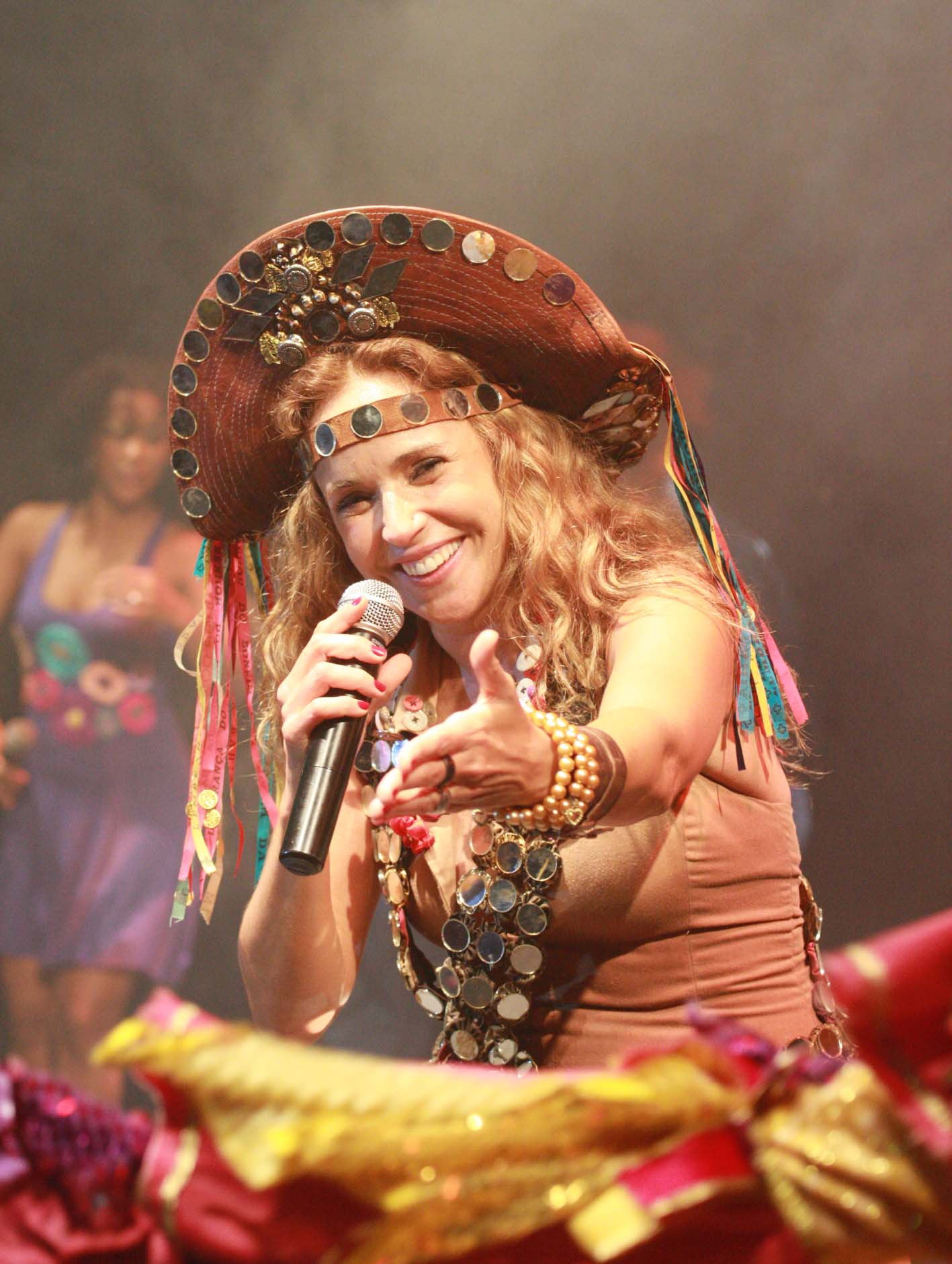
Daniela Marcury a São João do Pelourinho el 2009.

### Començaments (1984-1990)
Abans d'iniciar la seva carrera solista, Mercury va ser coreuta de la banda de Gilberto Gil. Entre els anys 1988 i 1990 va gravar dos àlbums com a cantant de la banda Companhia Clic. Va ser amb aquest grup musical que va llançar les cançons «Pega que Oh!» i «Ilha das Bananas», que van tenir èxit a Bahía. A principis de la dècada de 1990, Mercury va iniciar la seva carrera com a solista.

### L'èxit (1991-1994)
El primer àlbum de Mercury, que porta el seu nom com a títol, va ser llançat el 1991 per la productora independent Eldorado. Van ser llançades per a les ràdios les cançons «Swing da Cor» i «Menino do Pelô», atotes dues gravades amb el grup Olodum (un bloco).
El 1992, Mercury es va separar de les productores discogràfiques i va passar a produir els seus propis àlbums per a després negociar-los amb les productores per a la seva distribució. Es va presentar en el projecte Som do meio dia en el Museu d'Art de São Paulo, portant més de trenta mil persones al xou. Després va ser contractada per la discogràfica Sony Music i va llançar el seu segon àlbum, O Canto da Cidade. Aquest va vendre més de dos milions de còpies al Brasil, i en foren els principals èxits «O Mais Belo dos Belos», «Batuque», «Você Não Entende Nada» i la cançó que dona nom a l'àlbum. Una altra cançó inclosa és «Só pra te Mostrar», a duo amb Herbert Vianna (líder i cantant de Paralamas).

### Creixement artístic (1994 - 1999)
El 1994 Mercury va llançar el seu tercer àlbum, titulat Música de Rua, a través de la companyia Sony. Les crítiques van ser dures, afirmant que la cantant copiava la mateixa fórmula de l'àlbum anterior. No obstant això, aquest àlbum va vendre més d'un milió de còpies i va produir dos èxits («Música de Rua» i «O Reggae e o Mar»). «Música de Rua» roman sent fins al dia d'avui l'àlbum més autoral de la seva carrera, ja que sis de les dotze cançons de l'àlbum són de la seva pròpia autoria. El mateix any, grava un comercial de la cervesa Antàrtica per a la Copa del Món, cantant amb Ray Charles.
El 1996 Mercury va llançar el seu quart àlbum, anomenat: Feijão com Arroz. Aquest àlbum va ser ben rebut per la crítica i el públic. Entre les cançons llançades estan: «À Primeira Vista», «Nobre Vagabundo» i «Rapunzel». Les vendes de Feijão com Arroz van arribar a gairebé dos milions de còpies, fent d'aquest el segon àlbum més venut de tota la carrera de Mercury. També va ajudar a impulsar la carrera internacional de la cantant, especialment en Portugal, on es va convertir en un dels més venuts de tots els temps.
El 1998, ja passat l'èxit de Feijão com Arroz, Mercury va llançar el seu primer àlbum gravat totalment en viu, denominat Elétrica. Aquest àlbum és l'últim que va llançar a través de la companyia Sony.
El 1999 Mercury va fundar un dels principals trios electrònics del carnestoltes de Salvador, o Trio Techno, fusionant la seva música amb la música electrònica.

### Canvis en el so (2000-2004)
Entre els anys 2000 i 2004 Mercury va llançar quatre àlbums a través de la companyia BMG, en els quals es va anar de poc excloent de la música axé, que començava a declinar. El primer d'aquests àlbums va ser Sol da Liberdade, que va vendre gairebé un milió de còpies i va produir dos èxits: «Ilê Pérola Negra» i «Com Vai Você», cançó d'Antônio Marcos. Aquest àlbum va ser innovador ja que fonia sons tradicionals de la carrera de Mercury amb música electrònica. El disc va rebre elogis de la crítica, ja que Mercury va fer que el samba-reggae es fusionés amb altres ritmes.
En el 2001, Mercury va confirmar que romandria en la línia de fusió amb la música electrònica en llançar Sou de Qualquer Lugar. Aquest àlbum va vendre a penes la meitat del reeixit pel disc anterior, però va aconseguir un èxit, «Mutante», escrit per Rita Lee i Roberto de Carvalho. Aquest disc no va tenir bones crítiques.
A l'abril de 2003 va llançar el seu segon àlbum en viu, MTV Ao Vivo - Eletrodoméstico. Va ser també el primer de la cantant llançat en DVD. Les vendes van ser inferiors als àlbums anteriors, 160 mil còpies.
El 2004 va llançar Carnaval Eletrônico. Per a l'enregistrament d'aquest àlbum, Mercury va convidar a influentes DJs i productors de música electrònica, a més de Gilberto Gil, Carlinhos Brown i Lenine. El llançament de l'àlbum va coincidir amb la commemoració dels cinc anys de formació del Trio Techno. Aquest disc va vendre 190 mil còpies i va aconseguir un èxit, «Maimbê Dandá».

### Retorn al so anterior (2004-2007)
Els àlbums de Mercury produïts des de 2004 fins a 2006 van abandonar, en part, la fusió amb la música electrònica clarament evident en àlbums anteriors.
El 2005 va llançar Clássica en CD i DVD a través de la discogràfica Som Livre. Aquest àlbum, gravat en viu en el 2004 en São Paulo, compta amb la participació especial de Vânia Abreu, la germana més jove de la cantant. En l'àlbum, Mercury interpreta cançons de bossa nova, jazz i MPB.
El mateix any, a través de la companyia EMI, llença Balé Mulato. L'àlbum va ser molt ben rebut pels crítics, que el van comparar amb Feijão com Arroz. Tanmateix, l'àlbum no va ser molt ben rebut pel públic, ja que cap de les cançons va aconseguir situar-se als rànquings musicals.
En el 2006 la cantant va llançar, també a través d'EMI, el DVD Baile Barroco, enregistrat en viu al carnaval de Salvador de l'any anterior (5, 6, 7 i 8 de febrer). Aquest DVD compta amb les participacions especials de Gilberto Gil, Luiz Caldas i del pianista Ricardo Castro.
També en 2006, va gravar un xou al Farol da Barra, a Salvador, i el va llançar amb el títol Balé Mulato - Ao Vivo en els formats de DVD i CD, a través d'EMI. El xou va comptar amb les participacions especials de la Banda Didá i de les cantants Gil i Mariene de Castro. El cineasta pernambucà Lírio Ferreira va fer la direcció d'imatges del DVD. Balé Mulato - Ao Vivo va guanyar el Grammy Llatí al "Millor àlbum brasiler de música regional o d'arrels", el primer després de quatre nominacions frustrades.
En 2007 Mercury va ser triada per a participar en un àlbum tributo al músic italià Ennio Morricone. També va gravar amb Zé Ramalho i va ser convidada per a cantar «Cidade Maravilhosa» i «Aquarela do Brasil» en el final de la cerimònia d'obertura dels Jocs Panamericans de 2007 i dels Jocs Parapanamericanos de 2007, tots dos realitzats en Rio de Janeiro. També va commemorar els quinze anys de l'àlbum O Canto da Cidade amb la realització de xous especials.

### Actualitat

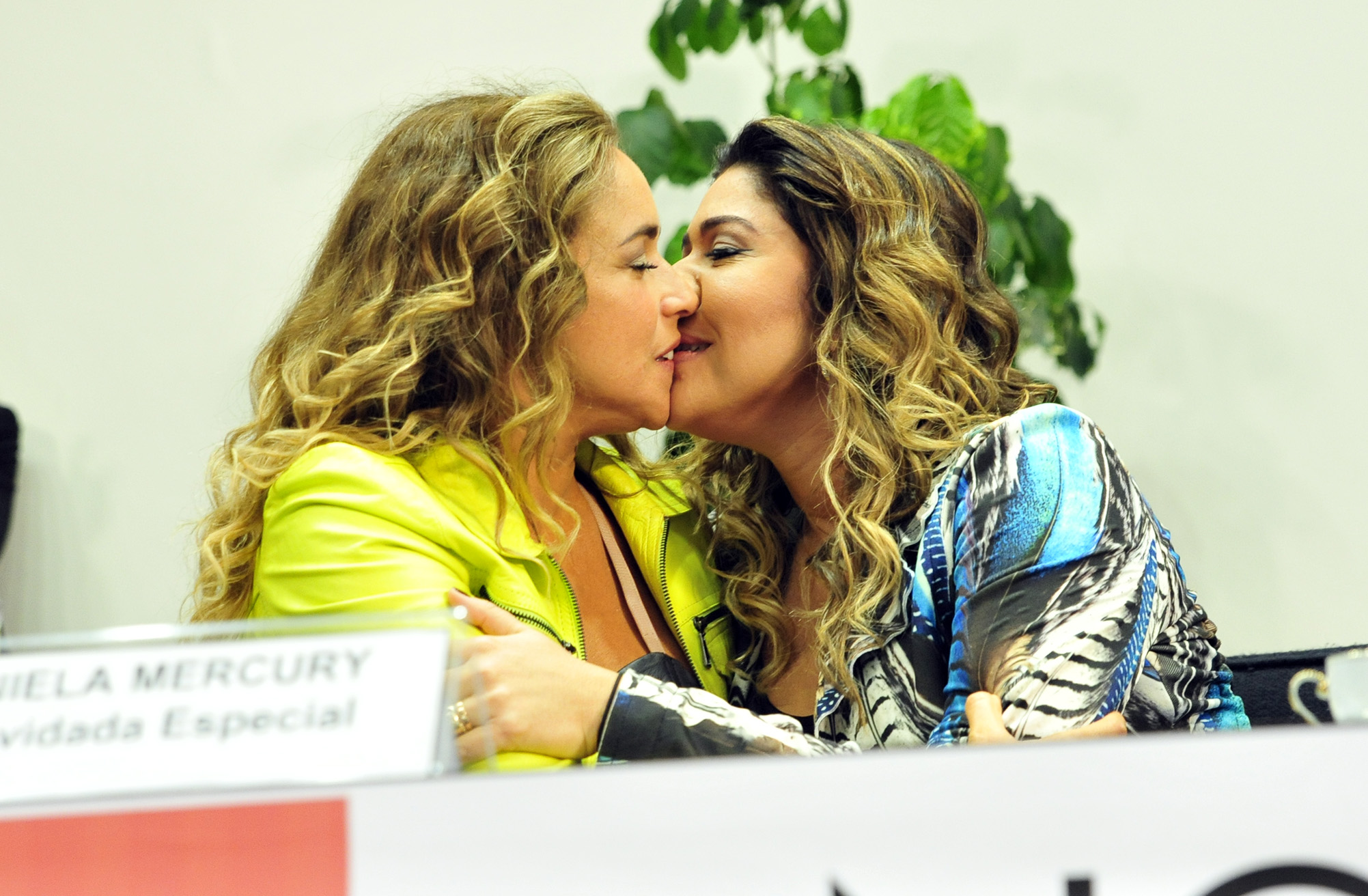
Mercury i Malu Verçosa.

Al començament del 2008 la cantant va llançar «Preta», la seva més recent single, que compta amb la participació especial de Seu Jorge. La cançó, que té fortes influències de samba, va aconseguir la posició número 48 en els ránkings del Brasil en la seva quarta setmana. Mercury va anunciar en el programa Homenagem ao Artista que aquesta cançó seria part de l'àlbum que estava gravant i que seria llançat en breu per la companyia EMI. La companyia Sony BMG va anunciar que llançaria l'especial O Canto da Cidade, exhibit originalment el desembre de 1992 pel canal de TV Rede Globo, en DVD.
Cap a finals de 2009, Daniela Mercury va llançar el seu nou àlbum titulat Canibália. L'àlbum va marcar la seva tornada als estudis d'enregistrament després de cinc anys. Preparat lentament feia gairebé tres anys, Canibália va arribar a les disquerías amb cinc tapes i cinc diferents seqüències musicals. Canibália, segons la cantant, és un extens projecte que combina música, ball, vídeo i arts plàstiques. L'obra homenatja a Carmen Miranda, en el seu centenari, amb músiques com Tico-Tico no Fubá i O que é que a Baiana Tem".
Pel Carnaval de 2010 Daniela Mercury va enregistrar «Andarilho Encantado», cançó llançada oficialment a Pôr-do-Som, sxou que l'artista dirigeix fa deu anys cada 1 de gener a Farol da Barra, Salvador de Bahía.
En 2014 forma part del grup de jurats del programa televisiu The Voice Kids Portugal. L'acompanyen el cantant angolès Anselmo Ralph i la fadista portuguesa Raquel Tavares.

## Filantropia
El treball filantròpic de Mercury està més lligat als nens. El 1995 va ser condecorada ambaixadora nacional de bona voluntat d'UNICEF, convertint-se en la segona personalitat brasilera a rebre aquest honor. Mercury també va participar de diversos xous a benefici dels nens, entre ells el Criança Esperança, d'UNICEF, i el Teletón de la AACD (Associação de Assistência à Criança Deficiente). Una part dels drets de l'àlbum Elétrica de 1998 forrn donays a la UNICEF. És també ambaixadora de l'"Instituto Ayrton Senna".
A més va participar d'altres projectes benèfics, no lligats directament als nens. El 7 d'octubre de 2003 va participar del xou Solidariedade Brasil-Noruega amb la consigna de "Fam Zero" en el Teatre Nacional de Brasília. També està lligada amb l'ONG "América Latina en Acción Solidaria (ALAS)", participant al setembre de 2007 en una campanya publicitària promovent l'ajuda als afectats pel terratrèmol al Perú.

## Discografia

### Àlbums

#### Amb Companhia Clic (1988-1991)
| Any  | Nom del disc            |
| ---- | ----------------------- |
| 1988 | Companhia Clic - Vol. 1 |
| 1989 | Companhia Clic - Vol. 2 |

#### Carrera solista (1991-actualment)
| Any  | Nom del disc                  | Companyia  |
| ---- | ----------------------------- | ---------- |
| 1991 | Daniela Mercury               | Eldorado   |
| 1992 | O Canto da Cidade             | Sony Music |
| 1994 | Música de Rua                 | Sony Music |
| 1996 | Feijão com Arroz              | Sony Music |
| 1998 | Elétrica                      | Sony Music |
| 2000 | Sol da Liberdade              | BMG        |
| 2001 | Sou de Qualquer Lugar         | BMG        |
| 2003 | MTV Ao Vivo - Eletrodoméstico | BMG        |
| 2004 | Carnaval Eletrônico           | BMG        |
| 2005 | Clássica                      | Som Livre  |
| 2005 | Balé Mulato                   | EMI        |
| 2006 | Balé Mulato - Ao Vivo         | EMI        |
| 2009 | Canibalía                     | -          |

#### Recopilacions
| Any  | Nom del disc                    |
| ---- | ------------------------------- |
| 1999 | Swing Tropical - Grandes Êxitos |
| 1999 | 20 Grandes Êxitos               |
| 2000 | XXI - 21 Grandes Êxitos         |
| 2001 | The Very Best - Gold            |
| 2008 | O Canto da Cidade - 15 Anos     |

### Gires
- Turnê Swing da Cor (1991–92)
- Turnê O Canto da Cidade (1992–94)
- Turnê Música de Rua (1995–96)
- Turnê Feijão com Arroz (1996–97)
- Turnê Elétrica (1998–99)
- Turnê Sol da Liberdade (2000–01)
- Turnê Sou de Qualquer Lugar (2002)
- Turnê Eletrodoméstico (2003)
- Turnê Carnaval Eletrônico (2004)
- Turnê Balé Mulato (2006–09)
- Turnê Canibália (2009–11)
- Turnê Couché (2013)
- Turnê Pelada (2014)
- Turnê Baile da Rainha Má (2015–16)
- Turnê A Voz e o Violão (2016–18)

### Participacions
| Any  | Cançó                                                              | Àlbum                          |
| ---- | ------------------------------------------------------------------ | ------------------------------ |
| 1995 | «As Cores do Vento»                                                | Pocahontas (banda sonora)      |
| 1995 | "Se Eu Não Te Encontrasse " (amb Jon Secada)                       | Pocahontas (banda sonora)      |
| 1997 | «Alegría, Alegría»                                                 | Tropicália - 30 anos           |
| 2003 | «He sido tan feliz contigo» (amb Alejandro Sanz)                   |                                |
| 2006 | «Canta Maria»                                                      | Canta Maria (banda sonora)     |
| 2006 | "Alumeia"                                                          | Canta Maria (banda sonora)     |
| 2006 | "Cavaleiro do Coração" (amb Gabriel Póvoas)                        | Canta Maria (banda sonora)     |
| 2007 | «Conmigo» (amb Eumir Deodato)                                      | We All Love Ennio Morricone    |
| 2007 | «Ponernos de acuerdo» (amb Marcela Morelo)                         | Fuera del tiempo (Morelo Vivo) |
| 2007 | «Procurando a Estrela» (amb Zé Ramalho)                            | Parceria dos Viajantes         |
| 2007 | «Protesto do Olodum» (E Lá Vou Eu) (amb Margareth Menezes i Tatau) | Ó Paí, Ó (banda sonora)        |
| 2011 | «Llama al sol» (amb Tito el Bambino)                               | El invencible                  |

## DVD
| Nom del disc                                                             | Any | Direcció                                                                                            |
| ------------------------------------------------------------------------ | --- | --------------------------------------------------------------------------------------------------- |
| Eletrodoméstico                                                          | 2003 Enregistrat a la Concha Acústica Castro Alves. Invitados: Dulce Pontes, Jovanotti, Rosario Flores, Olodum, Ile Aye. | |
| Clássica                                                                 | 2005 | Enregistrat a Sao Paulo a la Casa de Espectáculos Bourbon Street repertori: MPB - Bossa Nova y Jazz |
| Baile Barroco                                                            | Enregistrat en viu al Carnaval Salvador Bahía 2006. Homenatge als 20 anys d'Axé Music Nominat al Grammy Latino           | Daniel dos Santos                                                                                   |
| Balé Mulato - Ao Vivo                                                    | Enregistrat en viu a Salvador Bahía 2006 Premi Grammy Latino Millor àlbum arrelss brasileres                             | Lírio Ferreira                                                                                      |
| Canto da Cidade 15 anos Especial Rede O Globo 1992 remasterizado en 2007 | Enregistrat a la plaça d'Apoteose a Río de Janeiro                                                                       | |
| Canibalia ao Vivo                                                        | 2010 | Enregistrat a la platja de Copacabana Río de Janeiro Reveillon (cap d'any)                          |

## Videoclips
| Any  | Vídeo                                          | Àlbum                         |
| ---- | ---------------------------------------------- | ----------------------------- |
| 1991 | "Swing da Cor" (amb Olodum)                    | Daniela Mercury               |
| 1992 | "O Canto da Cidade"                            | O Canto da Cidade             |
| 1992 | "O Mais Belo dos Belos"                        | O Canto da Cidade             |
| 1992 | "Batuque"                                      | O Canto da Cidade             |
| 1993 | "Você Não Entende Nada" (amb Caetano Veloso)   | O Canto da Cidade             |
| 1993 | "Só Pra te Mostrar" (amb Herbert Vianna)       | O Canto da Cidade             |
| 1994 | "Música de Rua"                                | Música de Rua                 |
| 1994 | "O Reggae e o Mar"                             | Música de Rua                 |
| 1997 | "Nobre Vagabundo"                              | Feijão com Arroz              |
| 1997 | "Rapunzel"                                     | Feijão com Arroz              |
| 1997 | "Feijão de Corda"                              | Feijão com Arroz              |
| 1998 | "Trio Metal"                                   | Elétrica - Ao Vivo            |
| 2000 | "Ilê Pérola Negra"                             | Sol da Liberdade              |
| 2000 | "Santa Helena"                                 | Sol da Liberdade              |
| 2001 | "Beat Lamento"                                 | Sou de Qualquer Lugar         |
| 2002 | "Mutante"                                      | Sou de Qualquer Lugar         |
| 2003 | "Dona da Banca"                                | MTV Ao Vivo - Eletrodoméstico |
| 2003 | "Meu Plano"                                    | MTV Ao Vivo - Eletrodoméstico |
| 2004 | "Maimbê Dandá" (amb Carlinhos Brown)           | Carnaval Eletrônico           |
| 2005 | "Aeromoça"                                     | Clássica                      |
| 2005 | "Sua Estupidez"                                | Clássica                      |
| 2005 | "Topo do Mundo"                                | Balé Mulato                   |
| 2005 | "Levada Brasileira"                            | Balé Mulato                   |
| 2006 | "Quero a Felicidade" (amb Jammil e Uma Noites) | Balé Mulato - Ao Vivo         |
| 2006 | "Tonelada de Amor" (reedició)                  | Balé Mulato - Ao Vivo         |

## Premi
| Any  | Premi                                | Categoria                                                                   |
| ---- | ------------------------------------ | --------------------------------------------------------------------------- |
| 1991 | Premi Sharp                          | Millor revelació femenina (regional)                                        |
| 1992 | Premi Sharp                          | Millor música (especial) - "O Canto da Cidade"                              |
| 1992 | Premi Sharp                          | Millor cantant (regional)                                                   |
| 1992 | Premi APCA                           | Millor show - O Canto da Cidade                                             |
| 1994 | Premi Sharp                          | Millor cantant (regional)                                                   |
| 1995 | Premi Multishow de Música Brasilera  | Millor cantant                                                              |
| 1997 | Premi Multishow de Música Brasilera  | Millor cantant                                                              |
| 1997 | MTV Video Music Brasil               | Millor fotografia de videoclip - "Nobre Vagabundo"                          |
| 2000 | MTV Video Music Brasil               | Millor videoclip d'axé - "Ilê Pérola Negra"                                 |
| 2002 | Premi Multishow de Música Brasileira | Millor música - "Mutante"                                                   |
| 2006 | Premi TIM                            | Millor cantant (regional)                                                   |
| 2006 | Premi TIM                            | Millor cantant (vot popular)                                                |
| 2007 | Grammy Llatí                         | Millor àlbum de música regional o d'arrels brasileres - Balé Mulato ao Vivo |